# Wolfgang Herzer

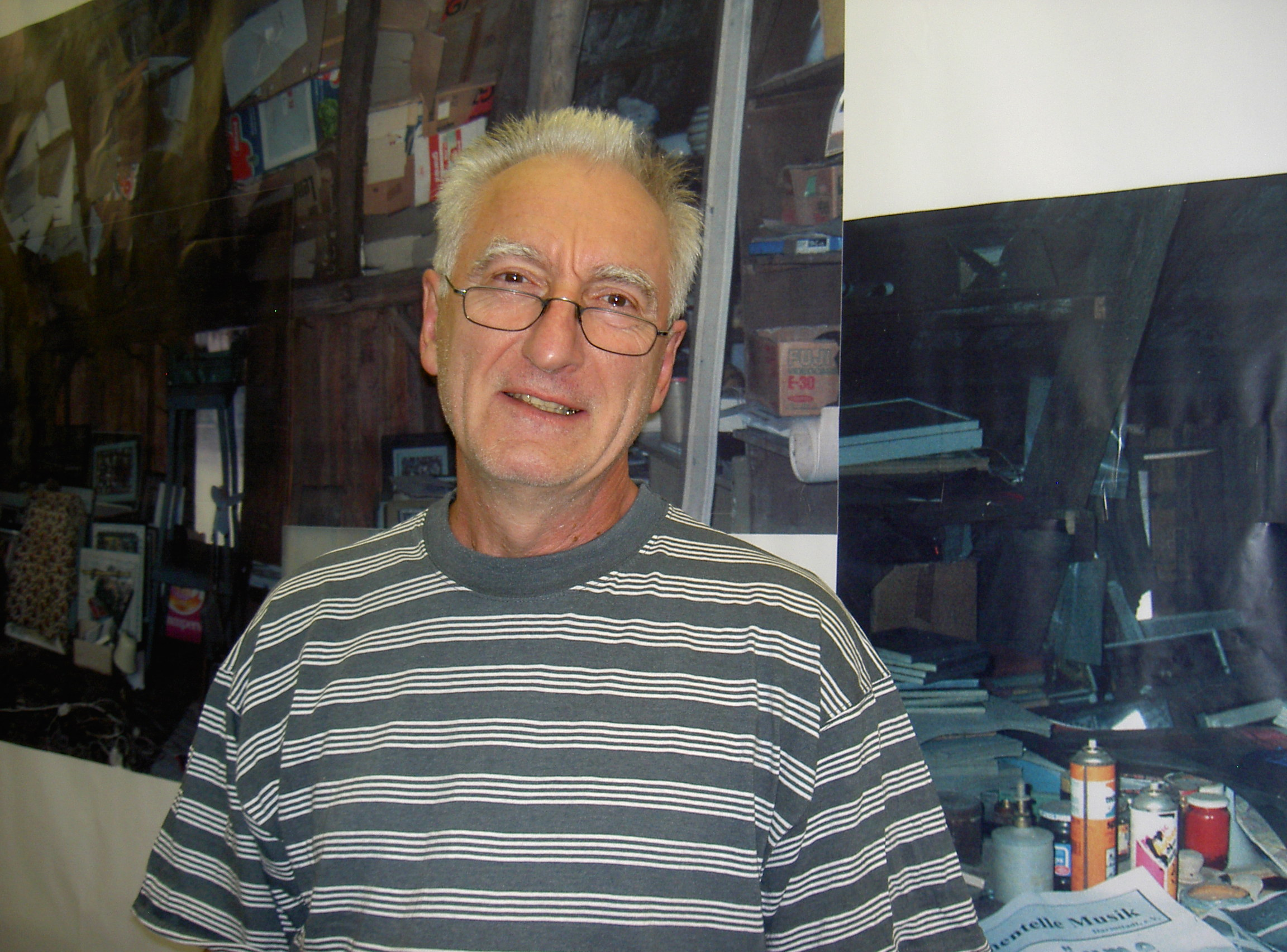
Wolfgang Herzer, 2017 im Museum Max Bresele

Wolfgang Herzer (* 13. Juni 1948 in Lübeck) ist ein deutscher Maler, Comiczeichner und -autor, Kurator und Pädagoge.

## Ausbildung und Beruf
Wolfgang Herzer wurde 1948 als Sohn eines Arztes in Lübeck geboren.
Seit 1955 lebt er in der Oberpfalz.
1969 machte Herzer das Abitur am Augustinus-Gymnasium Weiden.
Von 1972 bis 1978 studierte er an der Akademie der Bildenden Künste München bei Raimer Jochims und Jürgen Reipka.
Von 1979 bis 2014 arbeitete Herzer als Kunsterzieher am Elly-Heuss-Gymnasium Weiden.
Seit 2016 ist er Mitglied des Berufsverbandes Bildender Künstler Niederbayern-Oberpfalz.

## Politisches Engagement
Von 1984 bis 2002 war Herzer Kommunal-Politiker.
Anstoß für seine politische Tätigkeit war der Widerstand der Oberpfälzer Bevölkerung gegen die Wiederaufarbeitungsanlage Wackersdorf.
Herzer war zusammen mit Maria Weber, Rudolf Perthold, Jost Hess und Horst Schmidt Gründungsmitglied der Weidener Bürgerinitiative gegen eine Wiederaufbereitungsanlage für atomare Brennstäbe (WAA) in der Oberpfalz, die am 9. März 1982 entstand.
Er war erster Kreisrat der Grünen im Neustädter Kreistag und Mitglied des Weidener Stadtrates.

## Engagement in der Kunstszene der Oberpfalz
1993 gründete Herzer mit dem Geschwisterpaar Gabriele und Robert Hammer den Kunstverein Weiden als Interessensgemeinschaft „Kunst und Öffentliches Leben“.
Bis heute (2017) ist er Sprecher, künstlerischer Leiter und Vereinsvorstand, seit 2016 zusammen mit Robert Hammer.
Robert Hammer betreibt das Vereins- und Museumscafe Neues Linda im Ausstellungsgebäude.
1999 initiierte Herzer den Zusammenschluss von 19 Kunstvereinen und Museen aus der Oberpfalz, Niederbayern und Tschechien zum Netzwerk Kulturkooperative KoOpf Oberpfalz.
Das Anliegen war, mit diesem Netzwerk an die Tradition der Gruppe SPUR anzuknüpfen und das Selbstbewusstsein des Kunstraumes Oberpfalz zu stärken und zu entwickeln.
Seit dem Tod von Max Bresele kümmert sich Herzer um dessen umfangreichen Nachlass.
2017 richtete Herzer im Haus des Kunstvereins Weiden ein Max-Bresele-Museum ein.
In wechselnden Ausstellungen werden verschiedene Aspekte des künstlerischen Wirkens von Max Bresele und Zeitzeugenberichte zu dessen Person gezeigt.

### Preise und Auszeichnungen
- 2005 Jugendkulturförderpreis des Bezirkes Oberpfalz
- 2011 Kulturpreis Bayern
- 2011 Bürgermedaille der Stadt Weiden[4]
- 2017 Kulturpreis des Bezirkes Oberpfalz für den Bereich Galerie und Kunstvermittlung[9]
- 2024 Nordgaupreis für Bildende Kunst des Oberpfälzer Kulturbundes[10]

### Gemeinschaftsprojekte zur Kunst in der Oberpfalz und Tschechien
Herzer organisierte seit 1999 etliche Projekte zur Förderung der Kunst und des künstlerischen Nachwuchses in der Oberpfalz und in Tschechien.
Dies geschah im Rahmen des Netzwerkes KoOpf und zum Teil in Zusammenarbeit mit der Akademie der Bildenden Künste Prag, der Akademie der Bildenden Künste Nürnberg und der Ostbayerischen Technischen Hochschule Amberg-Weiden Weiden:
- 1999–2001 Relate Junge Kunst
- 2002/2004 Quite-Early-One-Morning
- 2005 BAUMRAUM
- 2008 Standpunkte-Landeplätze[5]

## Künstlerisches Werk
Das künstlerische Werk von Herzer umfasst seit den 1980er Jahren Zeichnung, Malerei, Installation und Comic.
Seine Comics veröffentlicht er auf einer extra dafür geschaffenen Webseite www.everywen.de und in Heftformat im Eigenverlag.
Auf der Webseite finden sich neben den Comics auch Erklärungen zur künstlerischen Konzeption der Comics und zu ihrer handwerklichen Anfertigung.
Seit 1995 schuf Herzer 21 Comics mit dem Titel: Die Lückenknüllerkids – Geschichten aus Everywen.
Familiengeschichte, Geschichte Weidens und Politik wie z. B. die WAA spielen gleichermaßen eine Rolle in den Geschichten.
Ihr Stil enthält Elemente der informellen und der konkreten Kunst und orientiert sich inhaltlich am Denken der ’Pataphysik.
Bisher teilweise online veröffentlichte Comics:
- 1 – Welt ohne Brille und Verstellung[13]
- 2 – Herzkissen[14]
- 3 – Vater der Fahrzeuge[15]
- 4 – Im Alter[16]
- 5 – Total weg
- 6 – Die Ohrinsel
- 7 – Der Jugend die Zukunft[17]
- 8 – Der Verschwundene Hase
- 9 – Gefahr im Gebirge[18]
- 10 – Der erste Elf[19]
- 11 – Schulweg – Heimweg[20]
- 12 – Wer ist S. Kreutzer?[21]
- 13 – Stein des Anstosses
- 14 – Das Lachkraut
- 15 – Der Herbst des Einsamen
- 16 – Melos Ausbruch
- 17 – Unter dem Wandervulkan[22]
- 18 – Der schwebende Wald[23]

## Publikationen
- Dana Lürken – Arbeiten, works : 2004 – 2012 ; [anlässlich der Ausstellung Debutanten 2012 in der Galerie der Künstler des BBK München und Oberbayern e.V. in Zusammenarbeit mit dem Kulturreferat der Landeshauptstadt München] / [Hrsg. Dana Lürken. Textbeiträge Wolfgang Herzer, Übers. Allison Plath-Moseley], Verlag [München]: 84 GHz, Erscheinungsdatum: 2012, ISBN 978-3-9815266-0-8
- La boîte en valise oder die neue Welt liegt mitten in Europa, nový svět leži uprostřed Evropy: ein Gemeinschaftsprojekt des Kunstverein Weiden und der Galerie 4 Eger/Cheb mit Professoren der Kunsthochschulen Prag und Nürnberg anlässlich der EU-Osterweiterung ; [Kunstverein Weiden, 02.05. – 30.05.2004] / [Veranst. der Ausstellung und Hrsg. des Kataloges Kunstverein Weiden. Autor Peter Angermann, Übers. ins Tschech. Ivana Koller ... Red. Alexandra Messer. Mitarb. Gabriele Hammer, Verantw. Wolfgang Herzer], Verlag Amberg: Büro Wilhelm, Erscheinungsdatum: 2004, ISBN 978-3-936721-13-3, 3-936721-13-0
- Franz Erhard Walther, „Terra Murata“, EP Edition JürgenSchweinebraden, 2001, ISBN 3-924540-30-6
- Franz S. Mrkvicka, Katalog-Sequenzen Serie Weiden-1996, Karl Stutz-Verlag ISBN 3-88849-999-2

## Ausstellungen
- 2014 Cordonhaus Cham (mit W. Koch) „Templum“, Zeichnung, Installation
- 2013 Stadtgalerie Alte Feuerwache im Stadtmuseum Amberg „Der Schwebende Wald“
- 2010 Kunstmuseum Erlangen „Künstlerische Comics und Cartoons“ mit Baumer, Coyne, Effner, Hart, Herzer, Mondon, Pillemann
- 2009 Electrocomics Verlinkt mit www.electrocomics.com
- 2007 Kunstverein GRAZ/ Regensburg „Die Schlüssel meines Hauses“
- 2005 Literatur-Archiv-Sulzbach Rosenberg „Geschichten aus EveryWEN“, Zeichnung, Comic, Installation
- 1999 Galerie im Woferlhof/ Wettzell „Meine Künstler“ Gruppenausstellung, Zeichnung
- 1997 Cordonhaus Cham „Postskriptum“ Installation und Zeichnung[24]